# سیارک ۱۲۰۶۴
سیارک ۱۲۰۶۴ (به انگلیسی: 12064 Guiraudon، نامگذاری:1998FZ15) دوازده هزار و شصت و چهارمین سیارک کشف شده‌است که در ۲۸ مارس ۱۹۹۸ کشف شد.
قدر مطلق سیارک برابر ۱۳٫۲۰ است.